# 유크신 가르단 사르

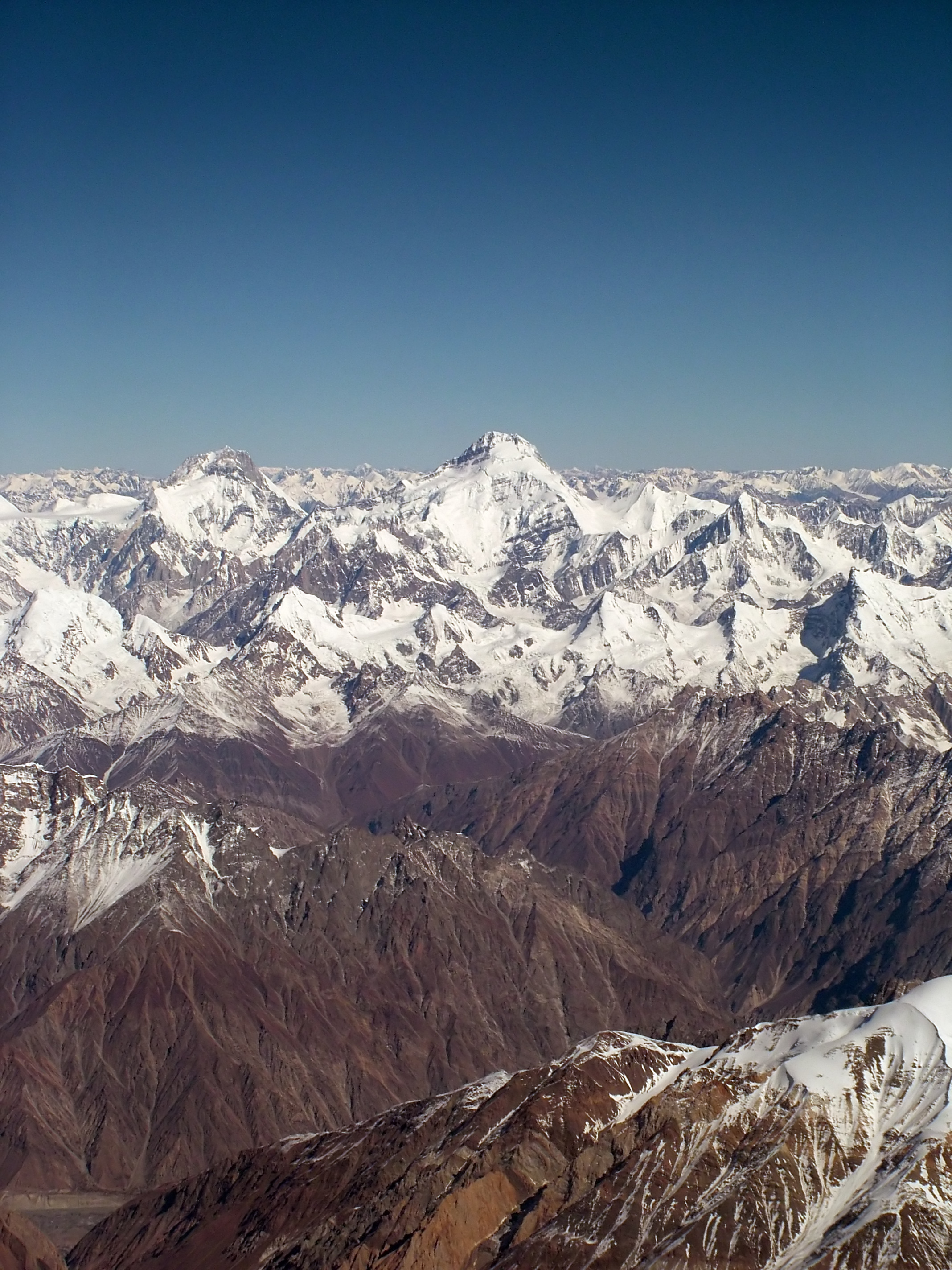

유크신 가르단 사르(우르두어: یکشن گردن سر)는 파키스탄의 카라코람산맥의 빌리지인 심샬계곡의 높은 봉오리이다. 높이는 7,469m 또는 7,641m에 이른다. 쿤양 츠히시(Khunyang Chhish)로부터 북동쪽으로 약 16㎞ 떨어진 지점에 위치하며 칸주트 사르(Kanjut Sar)로부터 북서쪽으로 6㎞ 떨어진 지점에 위치한다. 북서쪽 측면이 야즈길 빙하에 접하며 북동쪽 측면이 유크신 가르단 빙하와 접한다. 두 빙하는 모두 심샬강으로 흘러 들어간다. 심샬의 수많은 주민들에 따르면 유크신 가르단 사르는 인접한 봉우리 칸주트 사르의 이름이며 그 반대도 마찬가지이다. 심샬 빌리지에서는 국제적으로 인식되는 이름과 반대로 원래의 이름들이 널리 받아들여져 사용된다.
유크신 가르단 사르는 1984년 Rudolf Wurzer 주도의 파키스탄-오스트리아의 한 등반 단체에 의해 등반되었다. 남쪽 산등성이를 통해 등산하였고 봉오리 서쪽의 야즈길 빙하를 통해 접근하였다.
두 번째 등반은 첫 번째 등반이 있던 시기보다 얼마 안 된 1984년 7월 23일 파키스탄-일본의 한 등반 단체에 의해 이루어졌다.
세 번째 봉오리 등반은 알레한드르 아란츠(Alejandro Arranz), Iñaki Aldaya, Alfredo Zabalza, Tomás Miguel로 구성된 1986년 스페인의 등반대에 의해 이루어졌다. 첫 번째 등반대와 같은 경로를 이용하였다. 히말라야산맥 색인에 따르면 이때 이후로 이 봉오리를 향한 다른 등반이나 시도는 없다.

## 참고 자료
- Jill Neate, High Asia: an illustrated history of the 7000 metre peaks, The Mountaineers, 1989.
- American Alpine Journal 1985, 1987.
- Jerzy Wala, Orographical Sketch Map of the Karakoram, Swiss Foundation for Alpine Research, 1990.